# Поділ поля
В геральдиці поле (фон) щита можна розділити на більше ніж одну область або частину різних тинктур, як правило, дотримуючись меж однієї з геральдичних фігур і має його назву (наприклад, щит, розділений у стовп). Щити можна розділити таким чином для розмежування (щоб уникнути конфлікту з подібними іншими гербами), для об'єднання двох або більше гербів в один, просто для стилю. Межі, що розділяють щит, не завжди можуть бути прямими, й існує система термінології для опису візерункових меж, якою також користуються геральдичні фігури. Французька геральдика у багатьох випадках застосовує інший підхід, ніж той, що описаний у цій статті.

## Загальні поділи поля
Загальними розділами поля є:
- розтятий (вертикально поділений навпіл) або перетятий (горизонтально поділений навпіл);
- двічі перетятий (вертикально поділений на три поля);
- скошений (поділений навпіл по діагоналі від верхнього правого до нижнього верхнього кута);
- скошений зліва (поділений навпіл по діагоналі від верхнього лівого до нижнього правого кута);
- скошений в андріївський хрест (діагонально в обидві сторони);
- почетвертовано (поділений на чверті);
- кроквоподібно розділений;
- розділений у вилоподібний хрест (розділена на три частини у формі Y).

(У наведеному вище уривку опис "ліворуч" і "праворуч" взято з точки зору глядача, тоді як геральдичні терміни "лівий" і "правий" - береться з точки зору людини, що несе щит.) Однак сьогодні уточнення часто є опущеним, навіть у "офіційних" блазонах, напр в патентних листах та виписках з атестатів.
Поле не можна розділити на облямівку (оскільки, якби воно існувало, його не можна було б відрізнити від межі), але облямівку можна. Облямівку можна розділити або змінити.
З подібних причин також не можна розділити поле (або будь-яку геральдичну фігуру) на главу; хоча і в канадійському, і в шотландському державному реєстрі є офіційні записи полів або облямівки, розділених "на глову". Найраніший такий запис зустрічається у Державному реєстрі Шотландії - до 1677 р., "Розділений на блакитну главу і синє поле", а облямівка на одну главу вживана на гербі у Роя, Канада [Архівовано 15 травня 2012 у Wayback Machine.]. Глава вважається фігурою в англійській геральдиці і вважається зображенням на полі.

Папський герб Бенедикта XVI - мантієподібний поділ

Щити також можна розділити на три частини: це називається ярусним поділом. В англійській геральдиці це рідкісне явище,  але шотландська геральдика використовує слово "ярусний в стовп" (наприклад, Графство Клакманнан (нині Клакманнаншир). Існує окремий тип поділу, що нагадує форму Y. Герб Папи Римського Бенедикта XVI "витягнутий мантією" - як це описано на інформаційних сторінках Ватикану, але звичайним терміном, наприклад, у південноафриканській геральдиці, є chapé ployé (з арочними лініями, з прямими лініями: chapé (мантійований)), які можуть бути блазовані трьома тинктурами або лише двома - наприклад Технічний інститут Окакарара. Щити також можна розділити на три частини за допомогою комбінації двох методів поділу, таких як поділ на главу і розтяте основне поле. Інший приклад - в гербі Клайва Чесмана. Слід відрізняти унікальні поділи, як в гербі 2-ї групи ВПС Сполучених Штатів.

### Вістря

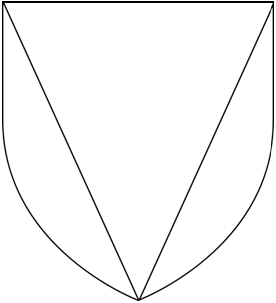
Вістря

Щит також може бути поділеним на трикутник (перевернутий), що схоже на поділ на вістря. Частина, утворена двома (прямими) лініями, проведеними від кутів глави до точки в основі, називається вістря до краю, яку потрібно відрізняти від вістря, точка якої не сягає нижньої частини щита. З арочними або зігнутими бічниками він називається вивернуте вістря.

## Поєднання

Димідіатований гербСерадзкого повіту в Польщі

Однією з найпоширеніших причин поділу поля в геральдиці є поєднання двох або більше гербів, щоб виразити союз, спадщину, отримання посади тощо. Ця практика, звана союз гербів, спочатку набула форми димідіації або зрощування разом двох гербів, що розділені навпіл, так що половина одного поля збігалися з протилежною половиною іншої. Оскільки це іноді могло давати незрозумілі або оманливі результати, практика була витіснена поєднанням, яке зберігало цілісність обох гербів і просто видавлювало їх на половину простору. За даними Фокса-Девіса (1909), практика зменшення поля була короткочасною і вже досягла свого піку на початку XIV століття, тоді як поєднання на практиці зберігається до сучасності. Однак важливою останньою частиною практики є те, що коли герб із облямівкою додається іншим полем, облямівка не продовжується вниз по центру, а зупиняється там, де він зустрічається з лінією поділу. Врешті-решт четвертування набуло поширення, і у розпал своєї популярності під час вікторіанської епохи на деяких гербах були зображені сотні «секторів» (див. герб Гренвіля). Однак, як правило випливає з назви, герб із четвертями складався з чотирьох частин. Походження та основна мета четвертування у англійській геральдиці полягає у вираженні спадку жінки: коли спадкоємець жінки (у якої немає братів або чиї брати передували їй у смерті) помирає, її син (лише після її смерті) ділить її герб з гербом свого батька, розмістивши герб батька в першій (лівій верхній) та четвертій (нижній правій) чвертях, а герб матері - у другій (правій верхній) та третій (лівій нижній). Четвертування у руській геральдиці відображало генеалогічну спадщину: до герба батька додавалися герби матері та бабусь.

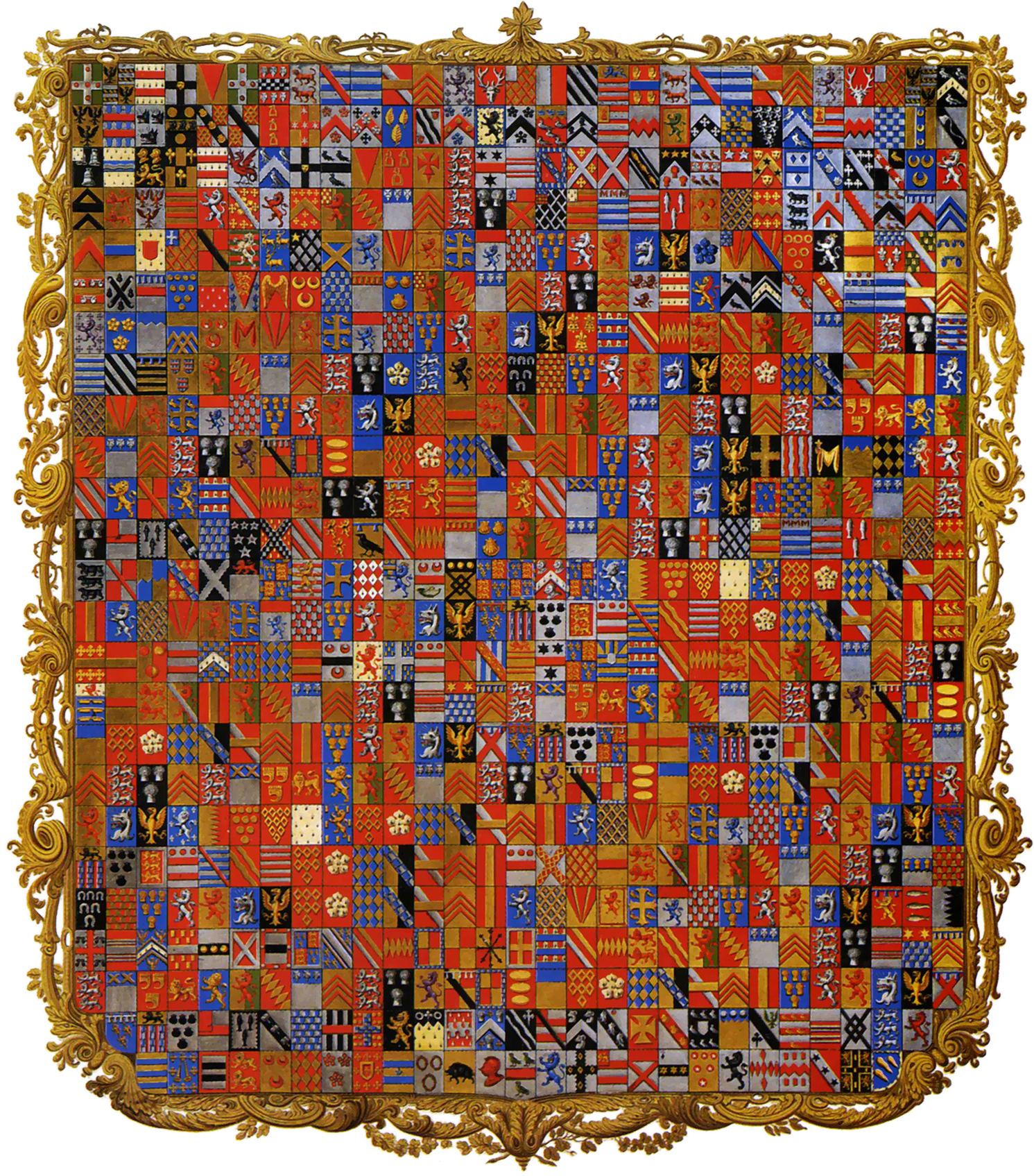
Герб Річарда, 2-го герцога Букінгема і Чандоса, претендував на 719 секторів

У геральдиках Великої Британії склалися і продовжують процвітати складні системи геральдичних виразів успадкування. У багатьох випадках шлюбу на щит набивають цілий герб чоловіка, розміщений праворуч, а весь герб дружини на лівому боці; якщо дружина є спадкоємицею, однак її герб кладуть у щиток над гербом її чоловіка (таке використання майже повністю англійське). Якщо чоловік є лицарем якого-небудь ордену, ланцюг цього ордена належать лише йому і не передається дружині. Потім використовуються два окремі щити: щит праворуч, що має герб чоловіка в колі його лицарства, і лівий щит, що має герб дружини, як правило, оточений безглуздим вінком з дубового листя для художньої рівноваги. Чоловік-пер надає на герб дружині, як описано вище, але включаючи щитотримачів, коронету та шолом пера; якщо він також лицар будь-якого ордену, застосовується метод двох щитів. Однак, якщо жінка-периня виходить заміж за простого чоловіка, чоловік кладе її герб в щит, увінчаний коронетою її рангу, над своєю власною, але щитотримачів її рангу вживати не може; дружина поодиноко носить герб на ромбі разом із щитотримачами та коронеткою свого рангу. Можна написати томи про всі ці нескінченні геральдичні можливості цієї заплутаної системи маршування, але тут може бути достатньо сказати, що для різних цілей герб можна поділяти чотирма основними методами: зменшенням шляхом відсікання та зрощування двох полів (зазвичай на одному полі), збивання на колі шляхом поділу на поля і поєднання цілого герба на кожній половині, четвертування шляхом розподілу щита на окремі поля (вони потенційно незліченні)та накладання, розміщуючи один герб у врізці над іншим. Варто також зазначити, що однією із поширених форм в німецько-скандинавській геральдиці є "щоквартал із щитком". Можливо, це випливало з континентальної практики суверенів розміщувати власні спадкові герби в гербах над своїми домініонами.

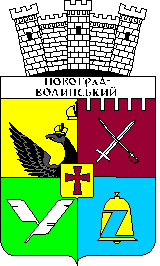
Герб Новограда-Волинського

Герб Новограда-Волинського (Україна), демонструє незвичну форму поділу на чверті зі щитком, де одна чверть зменшена, а інші ні. 

Приклад двох гербів із зменшеним позначенням
Ці ж два пальто насадили
Приклад четвертування двох гербів
Приклад включення зброї як ешелона

## Лінії поділу

Муніципальний герб Іламаи, Фінляндія: гілкоялиноподібний поділ.

Муніципальний герб м. Муллсьйо, Швеція: ялиноподібний поділ

Поділи поля, як і ординарії, можуть мати складні форми ліній. Більшість із цих "розділів" розробили загальноприйняті назви, але сучасні художники, особливо у Фінляндії, розробили нові розділи під впливом форм, виявлених у місцевій флорі. Серед найпоширеніших з них - гравіровані, вигадані, з відступами, танкові, хвилясті (їх також називають пофарбованими), туманні, озброєні, безтурботні, запнуті та потужні (на фото нижче). До відомих сучасних форм належить «гілкоялиноподібна» (фін. havukoro) та «ялиноподібний» (фін. kuusikoro). Їх можна знайти на гербах у кількох муніципалітетах Фінляндії, а останні також можна знайти на гербі муніципалітету Муллсьє у Швеції.

Лускоподібний
Шипоподібний
Зубоподібний
Гострозубий
Загострений
Полум'яподібний
Хвилястий
Хмароподібний
Подвійнохмароподібний
Зубчатий
Гіллястий
Розширенозубчатий
Миличний
Подвійнозубчатий
Хрестоподібнозабчатий
У вигляді білячого хутра

## Інші модифікації

Герб Еріка Поморського як короля Кальмарської унії четвертований хрестом

Окрім розглянутих вище складних ліній, ділянки поля можуть бути модифіковані й іншими способами. Іноді відділ поля може бути оброблений (викладений) або, можливо, менш правильно, "облямівкований" іншою тинктурою, або розділений якоюсь звичайною або зменшувальною. Останнє відрізняється від розділеного поля тим, що знаходиться між фігурами. Відомим прикладом цього є великий герб Швеції, який "четвертований хрестом."
Один розділ поля (хоча це іноді описується як фігура) обмежується главою: коли глава розділена бантованою лінією, це називається шапурне або шаперон ("маленька капюшон").  Ромпу, що означає "зламаний", часто застосовується до шеврону, де центр, як правило, розбитий і посилений (доведений до більш гострої точки, ніж зазвичай).

## Незвичайні форми
- Коли лінії фігури утворюють чотири L-форми, поле бланзонується як щоквартально кутоване (тобто "кут", нім. Winkelmaßschnitt).[19]
- Ряд поділів унікальне для німецької геральдики, зокремаі поділ у вигляді липового листя.
- Герби колишньої Р[джерело?]еспубліки Бопутсватна були "перетяті (у точці номбріла)" (нижче, ніж у звичайного розтинання; "точка номбріла" знаходиться на півдорозі між точною серединою поля - і базовою точкою, внизу в центрі поля.
- Герб французького департаменту Кот-д'Армор демонструє еманше, яке в даному випадку показано як ламана М-подібна лінія.
- Герб провінції Мпумаланга в Південній Африці демонструє згин на згин, нахилений по флангах.

## Зовнішні посилання
- Вікісховище має мультимедійні дані за темою: Поділ поля